# Lucas Pitzer
Lucas Pitzer (* 29. September 1998) ist ein ehemaliger österreichischer Biathlet und vormaliger Skilangläufer, der ab 2020 vereinzelt im Weltcup startete.

## Sportliche Laufbahn
Lucas Pitzer begann seine Karriere als Skilangläufer und nahm in dieser Sportart ab 2015 an einigen Juniorenwettkämpfen sowie den österreichischen Meisterschaften 2017 teil. Zudem erreichte er Anfang 2017 in Sulzberg in einem 15-km-Einzelstart-FIS-Rennen einen Podestplatz. Zur Saison 2017/18 trat der Steirer erstmals zu Wettkämpfen der IBU an und nahm am Saisonende an den Juniorenweltmeisterschaften teil, wo er im Sprint ohne Schießfehler Rang 17 belegte und mit Michael Trieb, Sebastian Trixl und Magnus Oberhauser Achter der Staffel wurde. Von 2018 bis 2020 nahm er weiterhin ausschließlich an Rennen auf Juniorenebene teil, konnte aber weder bei Meisterschaften noch im IBU-Junior-Cup überzeugen. Anfang 2020 gewann Pitzer vor Magnus Oberhauser den österreichischen Meistertitel im Massenstart und wurde daraufhin in die B-Nationalmannschaft aufgenommen. Am Ende des Jahres bestritt er in Hochfilzen schließlich auch sein erstes Rennen im Weltcup, belegte im Sprint aber nur Rang 98. Darauf startete er im weiteren Saisonverlauf im IBU-Cup, erreichte vereinzelt die Punkteränge und nahm erstmals an den Europameisterschaften teil.
Zu Beginn des Winters 2021/22 stellte Pitzer in Idre mit Rang 15 im Sprint sein bis dahin bestes Ergebnis im IBU-Cup auf und durfte daher in Hochfilzen erneut im Weltcup starten, wo er sich gegenüber dem Vorjahr nicht verbessern konnte. Wieder startete er bei den Europameisterschaften und wurde mit Nikolaus Leitinger, Lea Rothschopf und Tamara Steiner Siebter des Mixedbewerbs. Auch in die Saison 2022/23 startete der Österreicher stark: Nachdem er im ersten Sprint der IBU-Cup-Saison Rang 12 erreicht hatte, traf er im Verfolger erstmals in seiner Karriere zwanzig Scheiben und verbesserte sich damit bis auf Rang fünf. Nach weiteren konstanten Resultaten folgte zu Beginn des Kalenderjahres 2023 in Ruhpolding der obligatorische Weltcupeinsatz, erneut konnte Pitzer aber nicht überzeugen und belegte im Einzel nach zehn Fehlern Rang 94. Im Staffelwettkampf ersetzte er den erkrankten Felix Leitner und erreichte an der Seite von David Komatz, Simon Eder und Dominic Unterweger Platz elf. Aufgrund von Rückenproblemen musste er die Saison daraufhin beenden.
Im September 2023 gab Pitzer aus gesundheitlichen Gründen das Ende seiner Laufbahn als Leistungssportler bekannt.

## Persönliches
Pitzer stammt aus Schladming. Seine Schwester Leonie ist ebenfalls als Biathletin aktiv.

## Statistiken

### Weltcupplatzierungen
Die Tabelle zeigt alle Platzierungen (je nach Austragungsjahr einschließlich Olympische Spiele und Weltmeisterschaften).
- 1.–3. Platz: Anzahl der Podiumsplatzierungen
- Top 10: Anzahl der Platzierungen unter den ersten zehn (einschließlich Podium)
- Punkteränge: Anzahl der Platzierungen innerhalb der Punkteränge (einschließlich Podium und Top 10)
- Starts: Anzahl gelaufener Rennen in der jeweiligen Disziplin
- Staffel: inklusive Mixed- und Single-Mixed-Staffeln

| Platzierung | Einzel | Sprint | Verfolgung | Massenstart | Staffel | Gesamt |
| ----------- | ------ | ------ | ---------- | ----------- | ------- | ------ |
| 1. Platz    |        |        |            |             |         |        |
| 2. Platz    |        |        |            |             |         |        |
| 3. Platz    |        |        |            |             |         |        |
| Top 10      |        |        |            |             |         |        |
| Punkteränge |        |        |            |             | 1       | 1      |
| Starts      | 1      | 2      |            |             | 1       | 4      |

### Juniorenweltmeisterschaften
Ergebnisse bei den Juniorenweltmeisterschaften:
| Weltmeisterschaften | Weltmeisterschaften | Einzelwettbewerbe | Einzelwettbewerbe | Einzelwettbewerbe | Herrenstaffel |
| Jahr                | Ort                 | Einzel            | Sprint            | Verfolgung        | Herrenstaffel |
| ------------------- | ------------------- | ----------------- | ----------------- | ----------------- | ------------- |
| 2018                | Otepää              | 45.               | 17.               | 42.               | 8.            |
| 2019                | Osrblie             | 84.               | 49.               | 53.               | 16.           |
| 2020                | Lenzerheide         | 63.               | 31.               | 33.               | 18.           |